# Blangy-Tronville
Blangy-Tronville – miejscowość i gmina we Francji, w regionie Hauts-de-France, w departamencie Somma.
Według danych na rok 2017 gminę zamieszkiwały 563 osoby, a gęstość zaludnienia wynosiła 45 osoby/km² (wśród 2293 gmin Pikardii Blangy-Tronville plasuje się na 488. miejscu pod względem liczby ludności, natomiast pod względem powierzchni na miejscu 298.).